# طهارقة
| N17 · h | rw · q |

| N17 · h | rw · q |

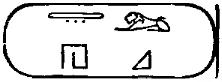
طهارقا بالهيرغليفية

طهارقة أو طهراقا أو ترهاقا هو أحد الملوك الكوشيين المتمصريين في نبتة وكان خامس ملوك الأسرة الخامسة والعشرين وأكثرهم شهرة إلى جانب أبيه بعنخي. ورد ذكره في الإنجيل على أنه حامي أورشليم من الآشوريين وامتدت فترة حكمه من 690 ق.م إلى 664 ق.م. قام طهارقا ببناء العديد من الآثار، وذلك لتدعيم وضعه. ومن أهم هذه الآثار مجموعة الأعمدة التي أقيمت في الساحة الكبيرة بمعبد آمون العظيم بالكرنك، والتي لم يبق منها سوى عمود واحد فقط. وفي معبد الكرنك قام بعمل منحدر ملكي في منتصف المعبر الثاني لمعبد الكرنك ليقسمه إلى ثلاثة أقسام بعد تشييد هذا المنحدر.
كان طهارقة حاكمًا مهمًا، حيث مثل عهده عصرًا ذهبيًا لمملكته الجديدة. على الرغم من أنه لم يكن من أصل مصري، إلا أنه حافظ على عبادة الإله المصري آمون، وبنى أهرامًا ومعابد بالأسلوب المصري، وكان مسؤولوه يكتبون بالهيروغليفية المصرية.

## التاريخ العسكري
من المتفق عليه أن تتويج طهارقة ملكًا قد تم في سنة 690 ق.م. كانت أول سنين حكم طهارقة تتمتع بالسلام، وقد تمتع الحكام المحليون بقدر كبير من الحكم الذاتي. بسبب التنافس مع الآشوريين، دعم طهارقة تمردات محلية في المدن الفينيقية والتي كانت تسعى للاستقلال، إلا أنها أخمدت من قبل الملك الآشوري آسرحدون. في 674 ق.م. حاول آسرحدون غزو مصر إلا أنه هُزم، فحاول مجددا بعد ثلاث سنوات، وتمكن من هَزم طهارقة، الذي هرب من منف تاركا عائلته الملكية التي أُسرت وأُرسلت إلى آشور مع ثروة كبيرة من منف. مع ذلك، على الأغلب لم يمدد الآشوريون سيطرتهم إلى مصر العليا جنوبي منف. وتمكن طهارقة بعد سنة من إعادة السيطرة على الدلتا، مما استدعى عودة آسرحدون لمصر مجددا إلا أنه مات في الطريق. تولى بعد ذلك ابنه آشوربانيبال والذي غزا مصر مجددا وتمكن من هزم طهارقة للمرة الثانية، والذي تراجع إلى نبتة. بعد عودة آشوربانيبال إلى نينوى، تآمر الحكام المحليون في مصر مع طهارقة لمشاركته الحكم، حيث على الأغلب رأوا أنه أقل غرورا وتدخلا في الشؤون المحلية، إلا أن المؤامرة اكتشفت وتم إعدام المتآمرين.

| قبله: شبتكو | ملوك كوش وملوك الأسرة الخامسة والعشرون | بعده: تنوت أماني |

## صور تهارقا

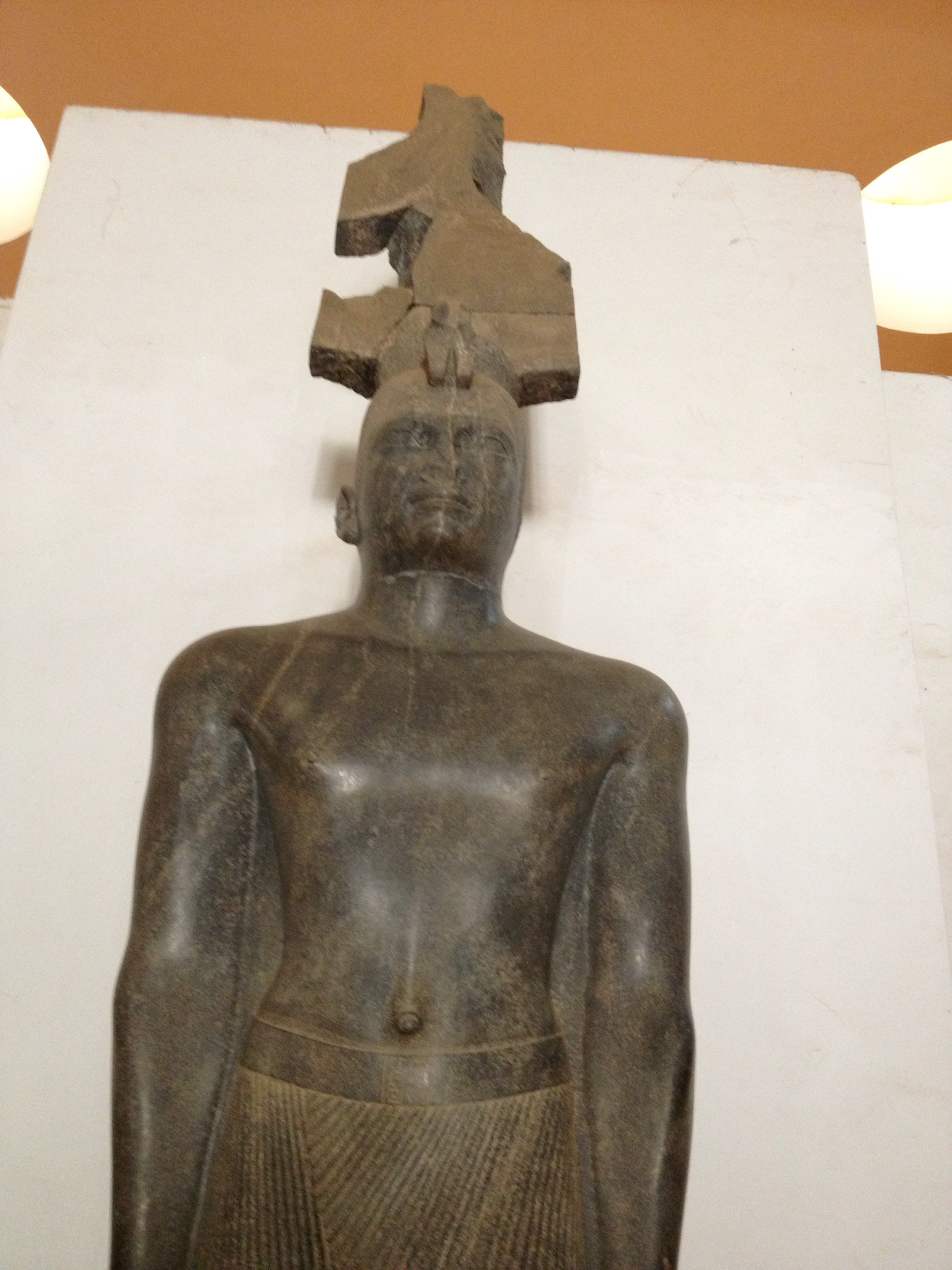
تمثال طهارقة في متحف السودان القومي
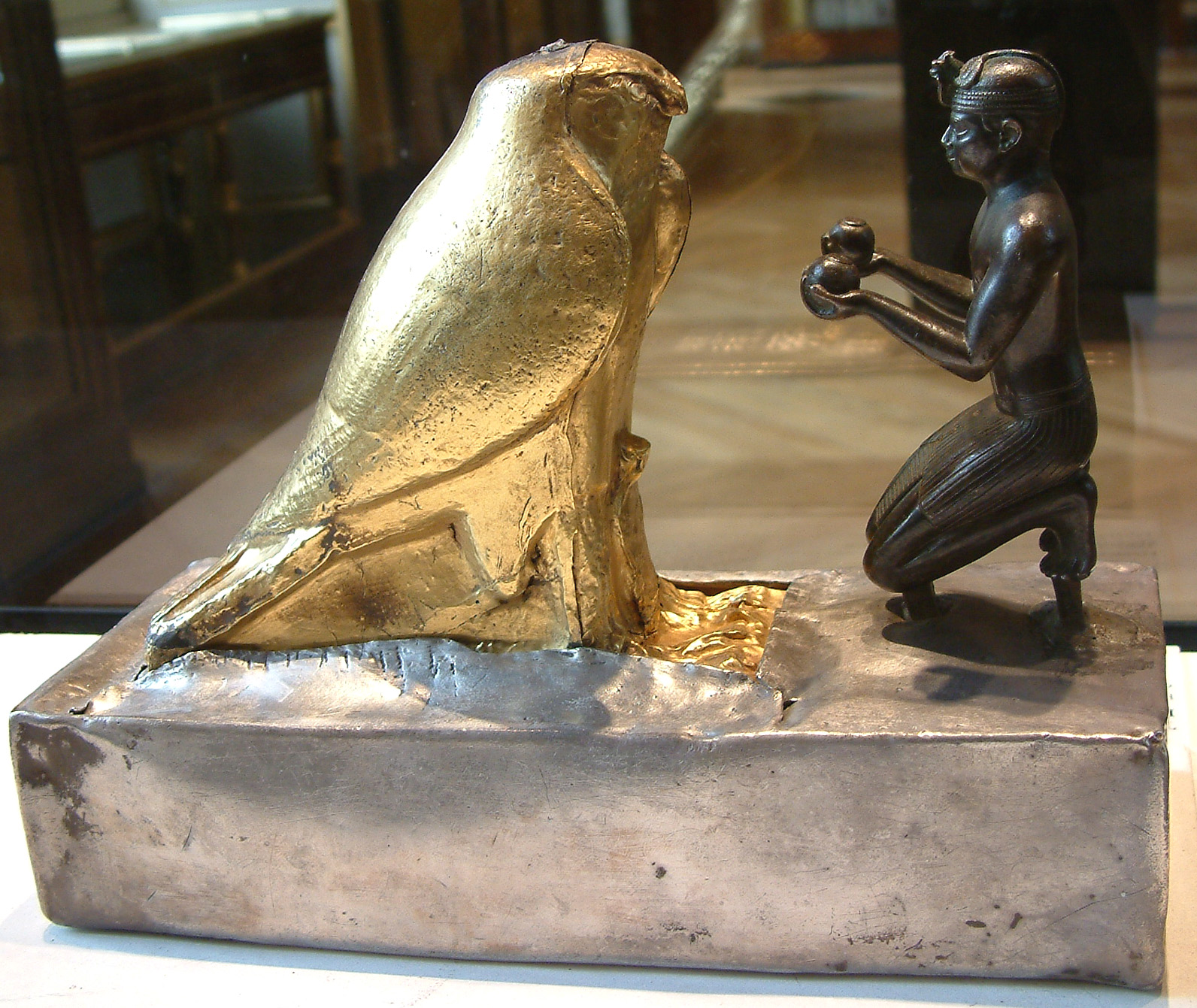
طهارقة يقدم القربان لحورس
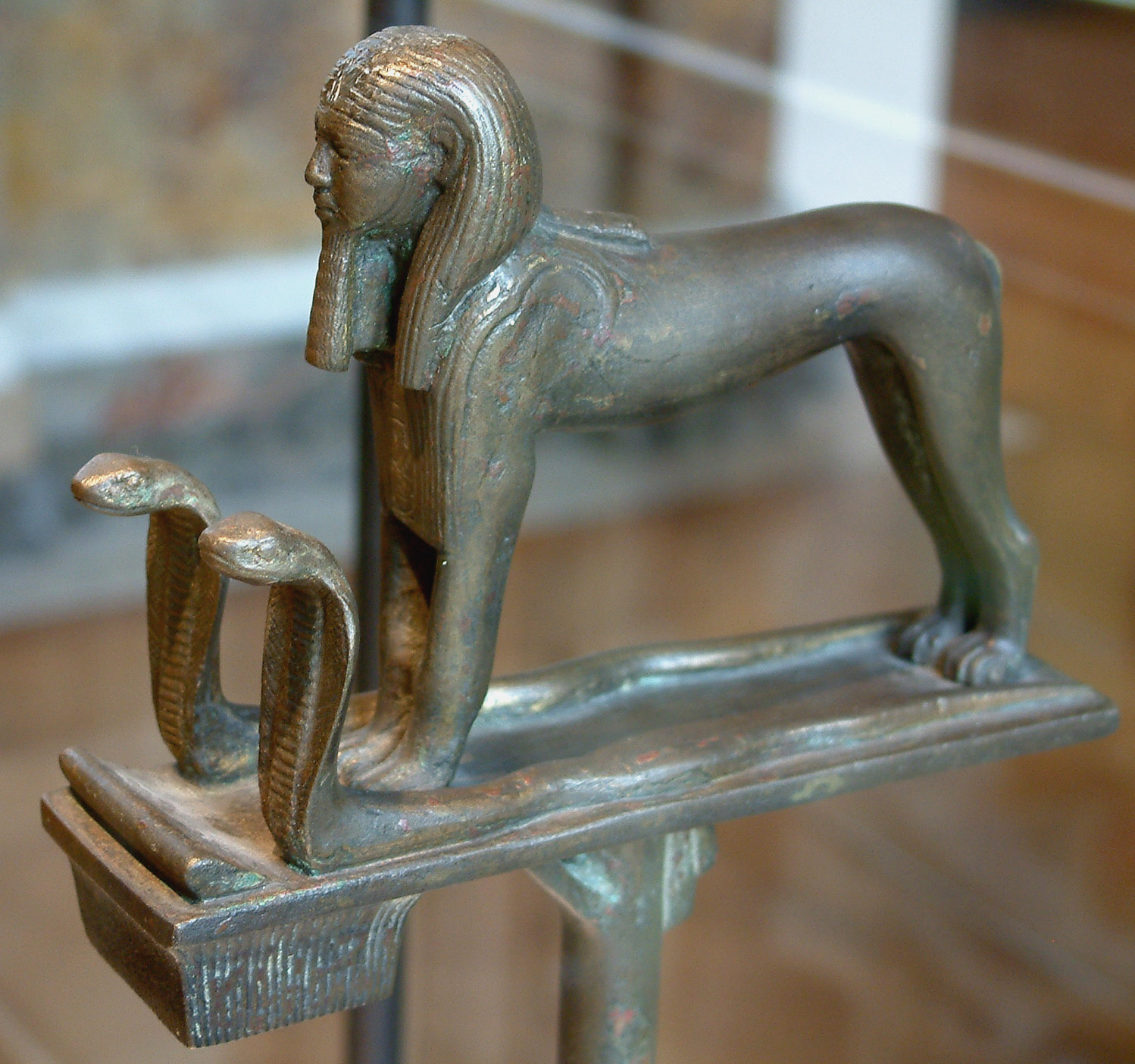
طهارقة بجسد الأسد
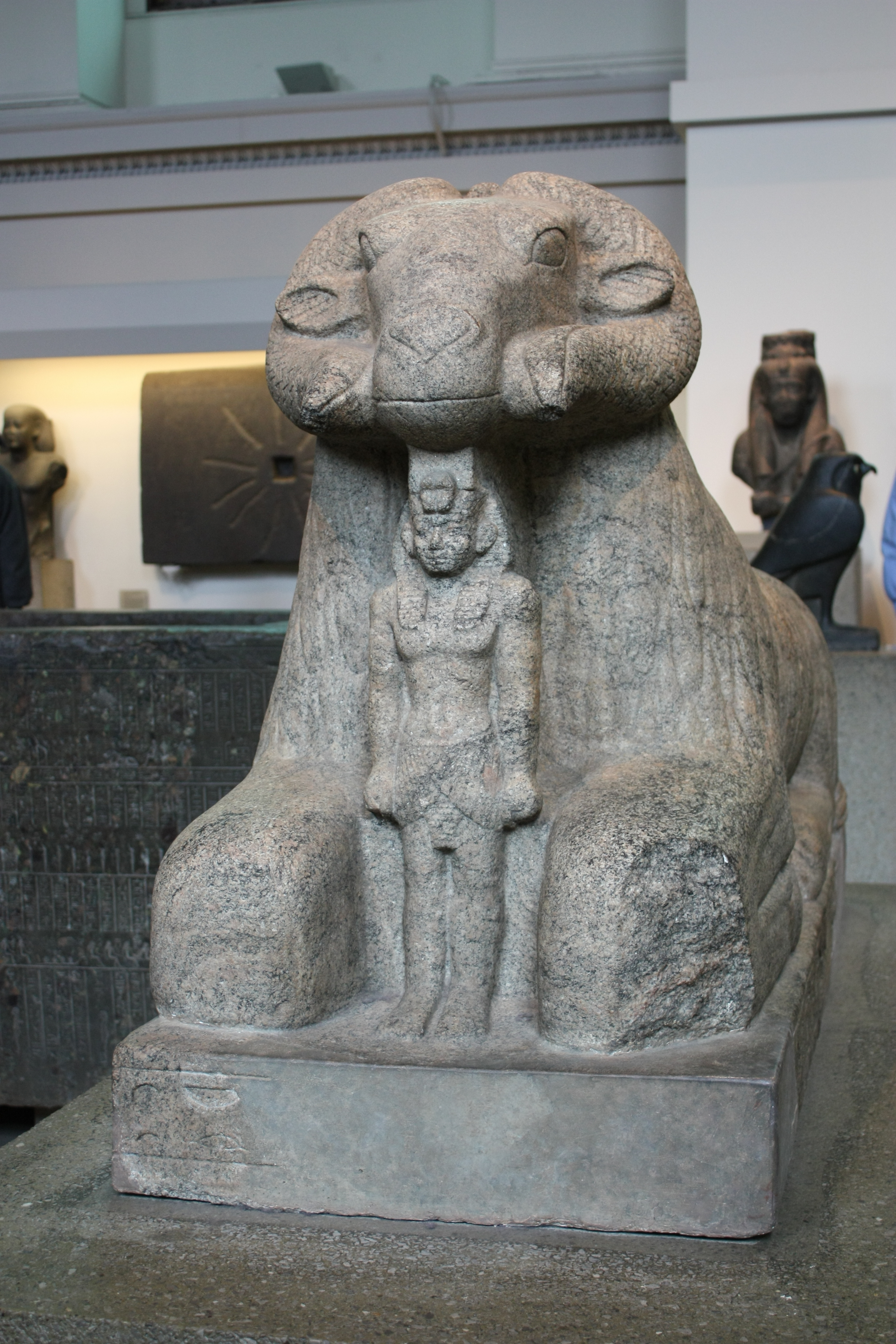
طهارقة مدمجاً في نحت للإله امون في صورة كبش من الجرانيت
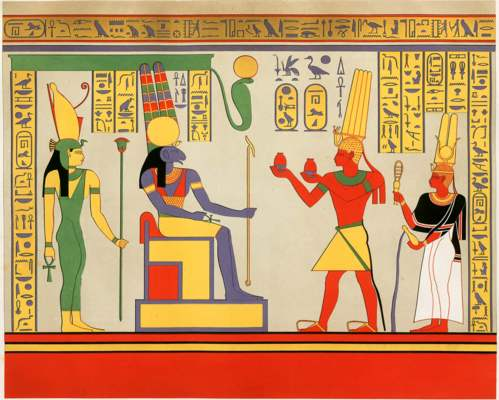
طهارقة مع الملكة تخت امون بجبل البركل.
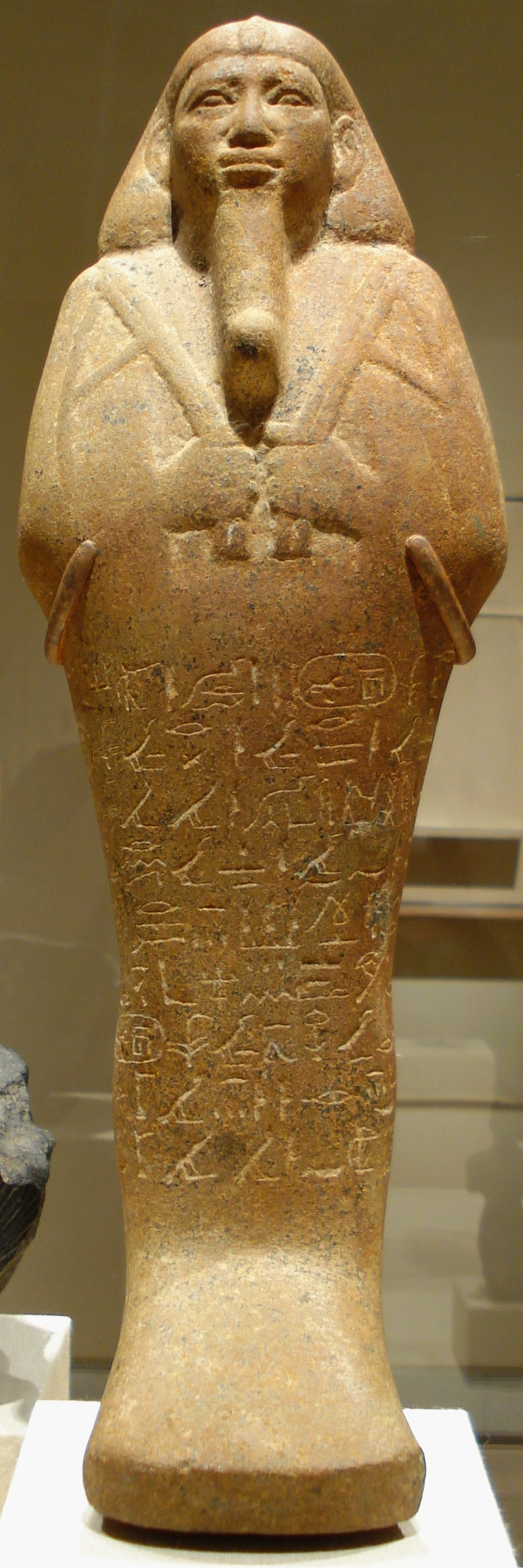
أوشبتي الملك طهارقة
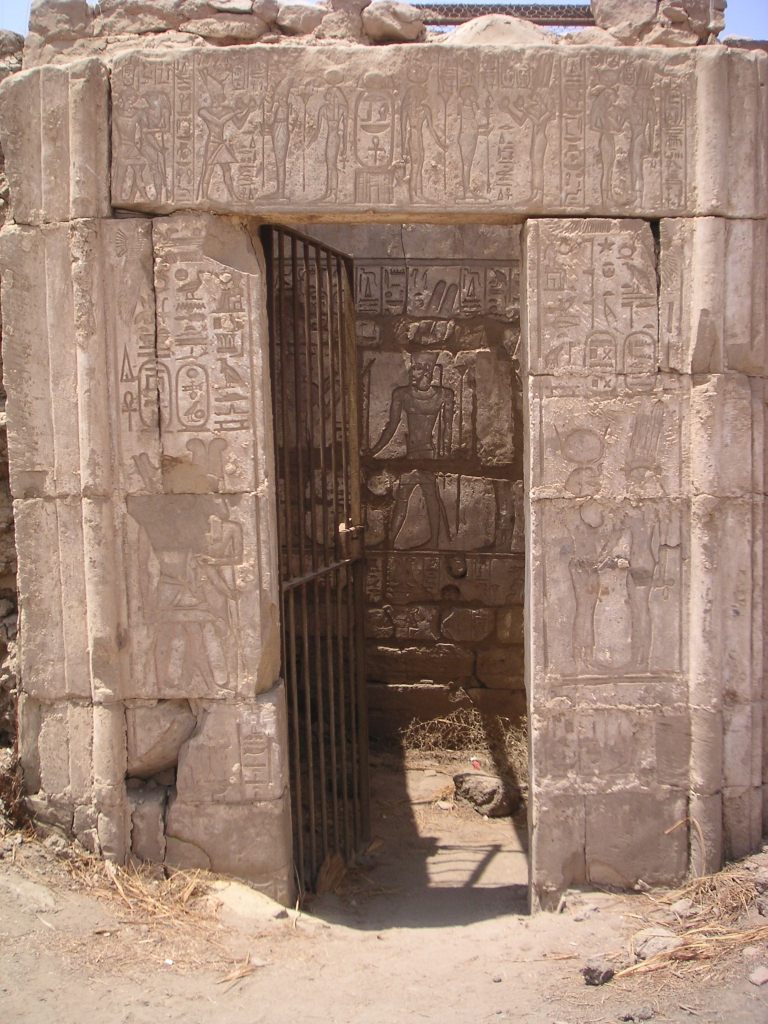
معبد طهارقة وشبنويت
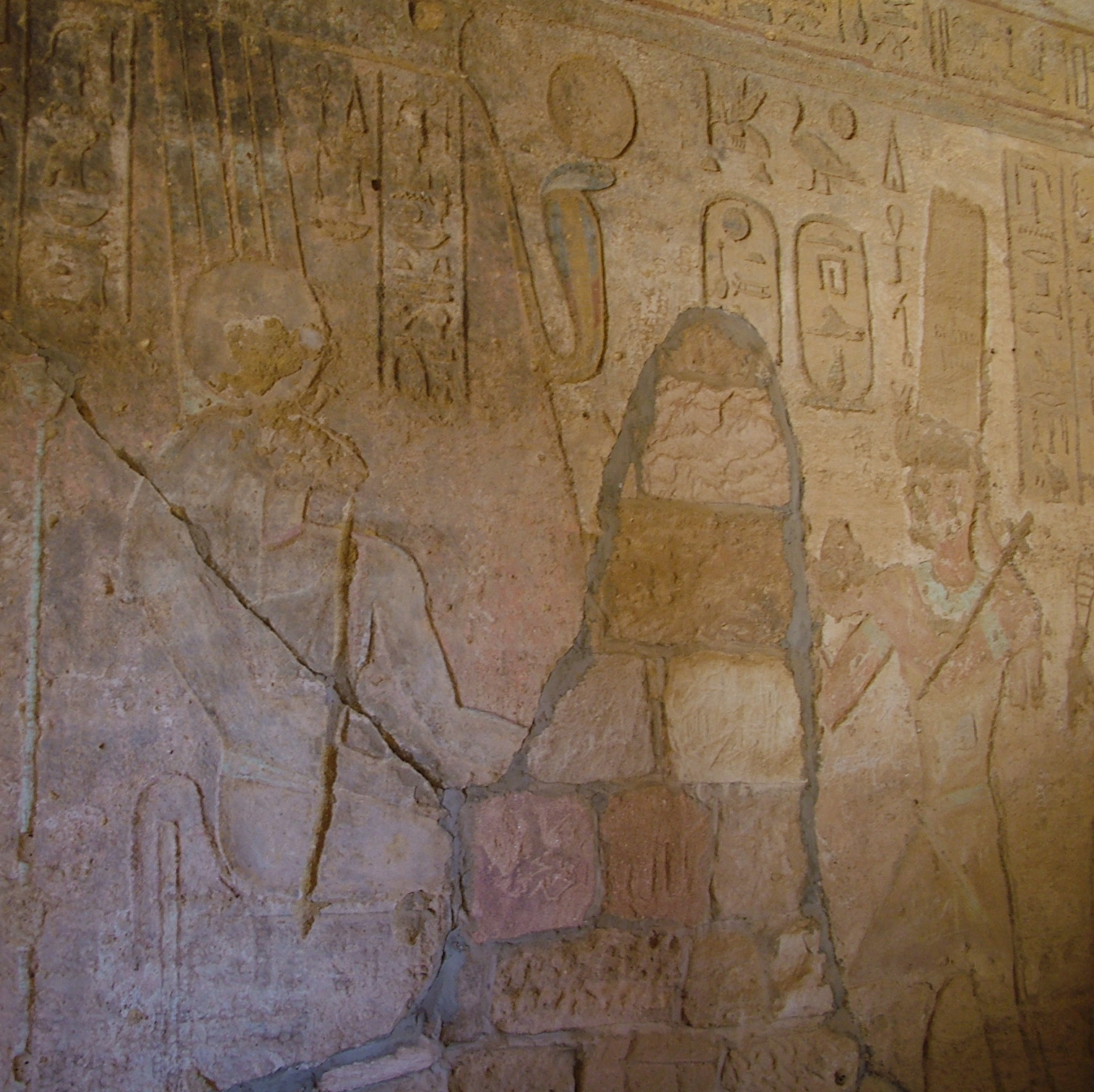
تهارقا امام امون في معبد جبل البركل في السودان في العام 300 ق.م
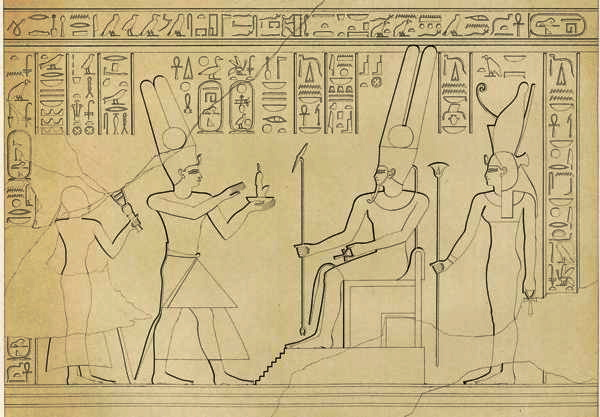
طهارقة متبوعاً بأمه الملكة أبآر في معبد البركل الغرفة الثالثة.
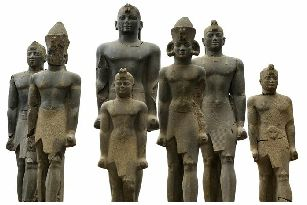
تماثيل تذكارية لملوك نبتة من الجرانيت والبازلت، تشمل تمثال طهارقة
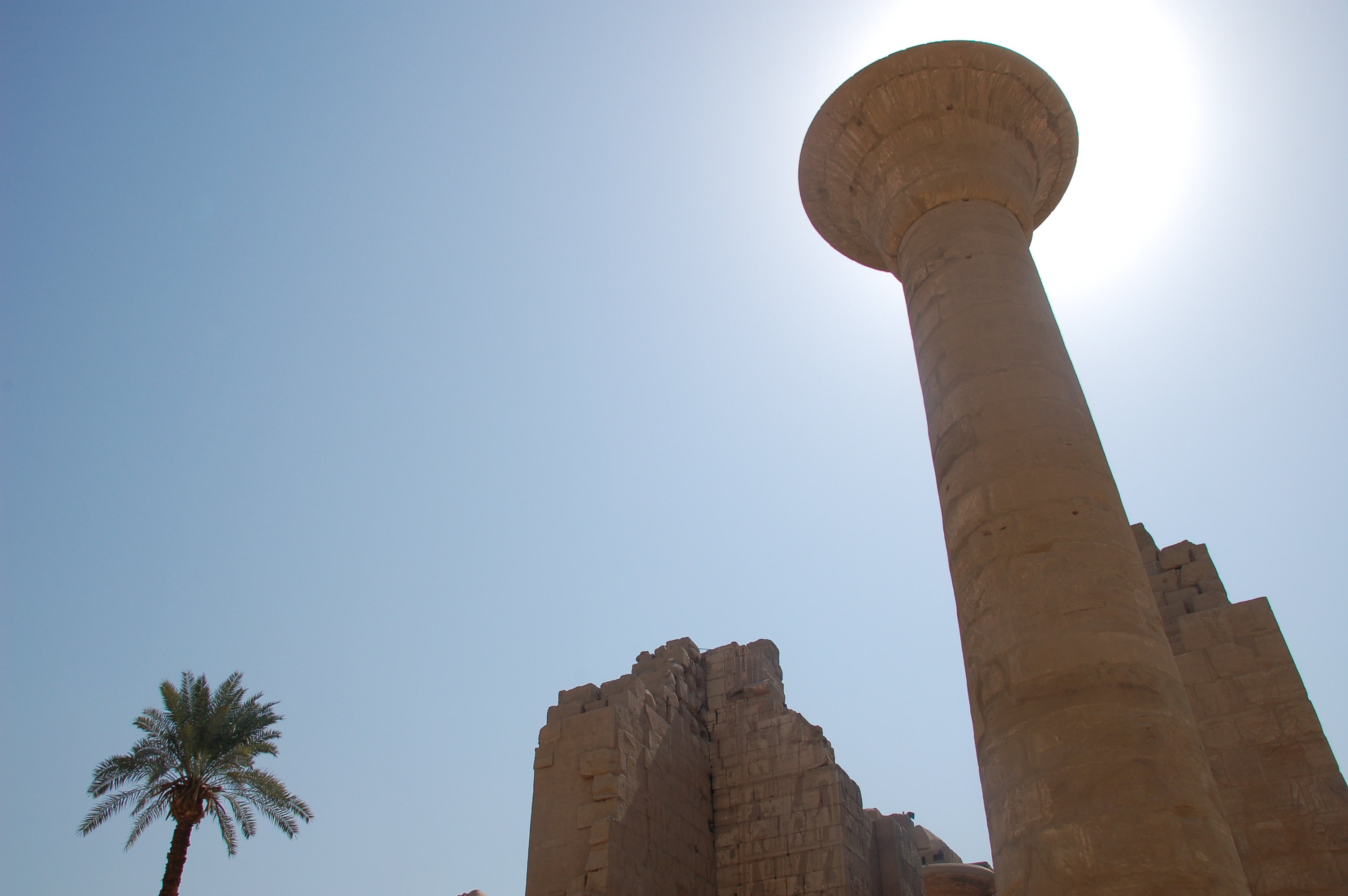
العمود الأخير المتبقي من معبد طهارقة بطيبة
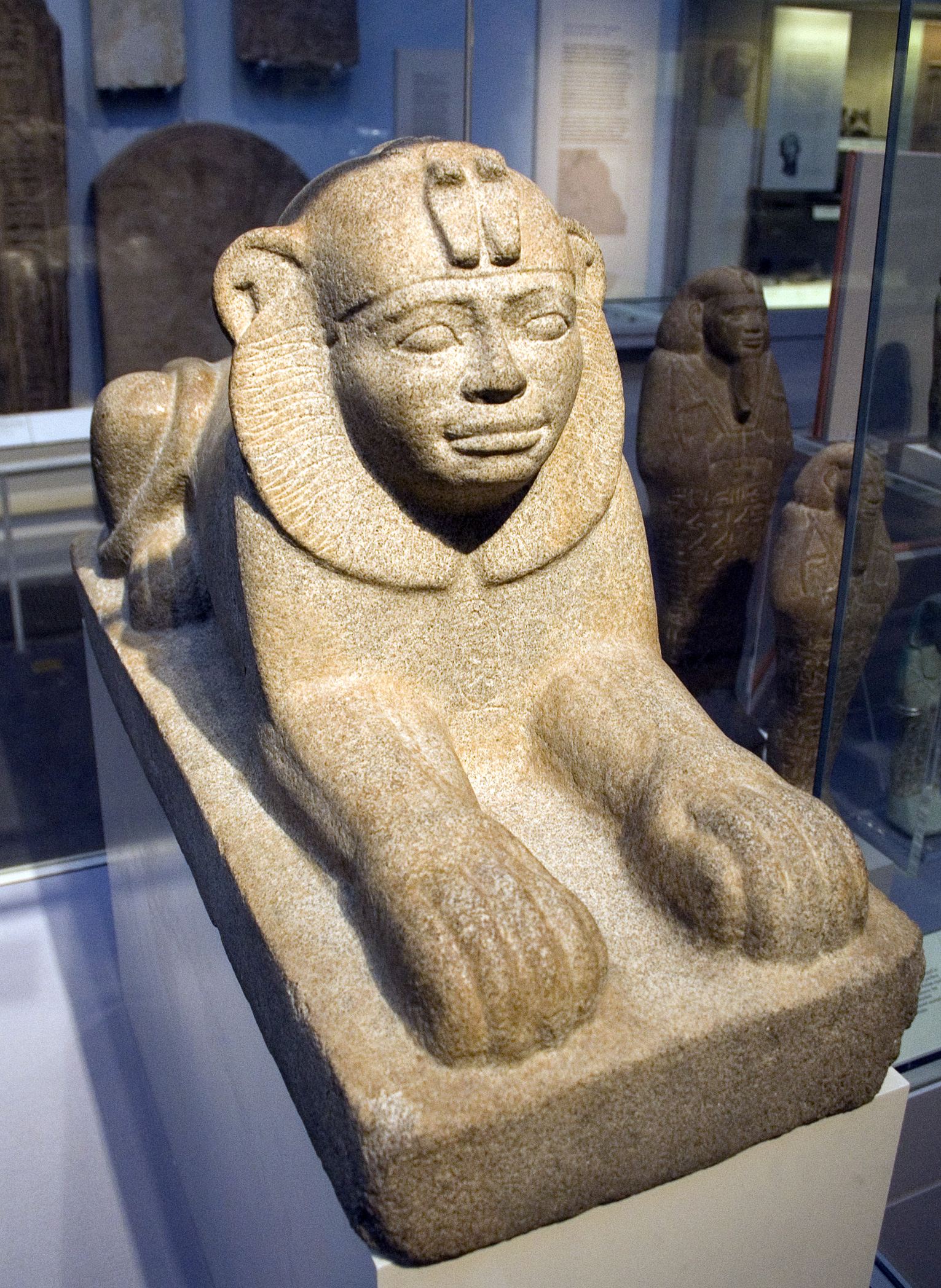
طهارقة علي هيئة أبو الهول من المتحف البريطاني